# Femmes d'Alger dans leur appartement
Pour les articles homonymes, voir Les Femmes d'Alger (homonymie).
Femmes d'Alger dans leur appartement est un tableau très célèbre d'Eugène Delacroix, peint à Paris en 1833. Le tableau est présenté au Salon de 1834 et acquis la même année par Le Louvre. Synthèse d'orientalisme et de romantisme, ce tableau exprime une profonde « mélancolie » pour le poète et critique d'art Baudelaire.

## Analyse et composition du tableau
La toile représente trois jeunes femmes en costumes d'intérieur vaporeux et richement brodés éclairées par la lumière douce d'une fenêtre située à gauche. Allongées ou assises sur un tapis autour d'un narguilé et d'un kanoun, elles se prélassent sur des coussins posés à même le sol. Une femme noire, probablement une servante, porte une veste courte bleue. Elle s'apprête à sortir. Derrière elle, accrochée au mur la formule « Mohamed rassoul Allah » est inscrite sur un panneau en faïence bleu et blanc, ce qui semble indiquer un intérieur musulman. Le décor somptueux du harem ou du gynécée est constitué de tentures et de tapis, de verrerie de Murano au-dessus du placard rouge entrouvert, et de murs recouverts de faïence ornés d'un motif floral mordoré baigné dans un clair-obscur.
Le visage des femmes exprime la voluptueuse langueur attribuée aux odalisques orientales. Elles sont vêtues, à la mode algéroise, de chemises en étoffe fine, blanche, unie, fleurie ou jouant sur des textures mates et brillantes. Portées ouvertes sur le devant jusqu'aux genoux, elles cachent le haut des serouels d’intérieur en satin et brocart, de type court, amples et serrés à mi-mollet par une jambière. Celle de gauche, la ceinture lâche et éloignée du corps, a une ghlila, veste sans manches, cintrée et évasée sur les hanches en velours grenat, décorée de galons, de boutons de passementerie et sous les seins, d’appliques triangulaires brodées en mejboud, de fils d’or, de paillettes et de canetilles. Les autres portent une frimla, petit corsage dérivé de la première, qui pallie la transparence, soutient la poitrine et retient les manches. Par-dessus ces chemises est nouée au niveau des hanches la fouta, pagne soyeux orné de bandes rayées. Les trois femmes ont la tête couverte par une meherma, carré de soie sombre, frangé et tissé de fil d’or, signe distinctif des femmes mariées. Sur le sol gisent trois babouches.
L'embellissement des décors, des intérieurs, des vêtements, des parures et des bijoux portés (bracelets de bras et khelkhels, boucles d’oreilles, montre en breloque, bagues à tous les doigts) indique que Delacroix représente une scène de fête ou de réception.

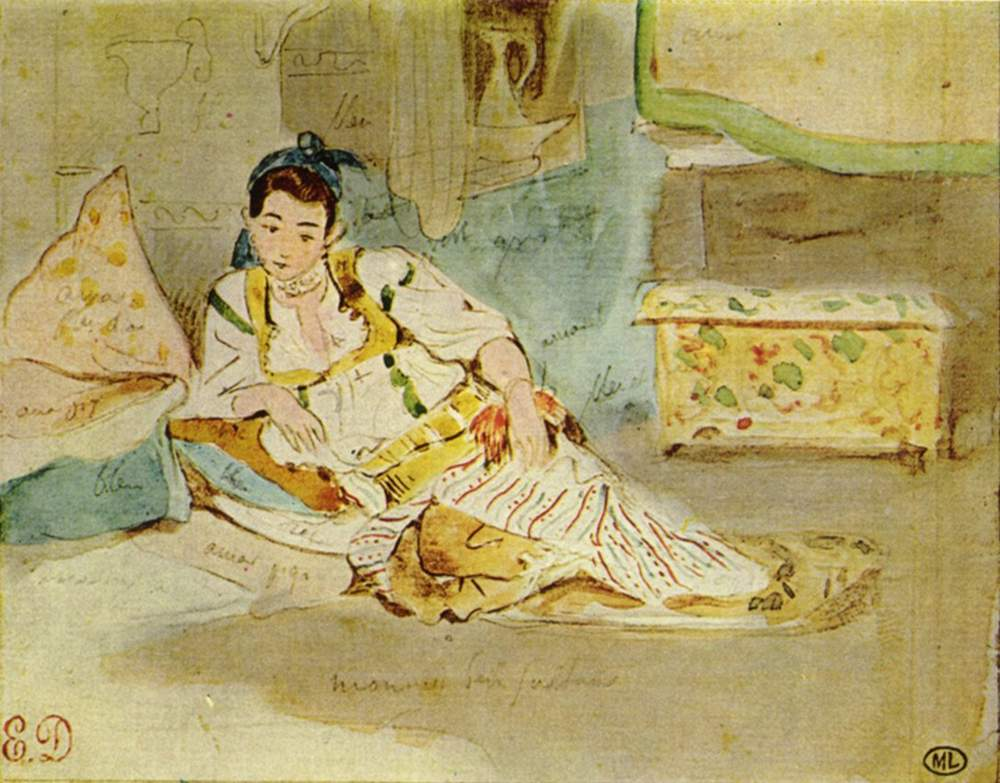
Femmes d'Alger (étude). 1832, 10 × 13 cm, Louvre (Mounay ben Sultane, femme de gauche)
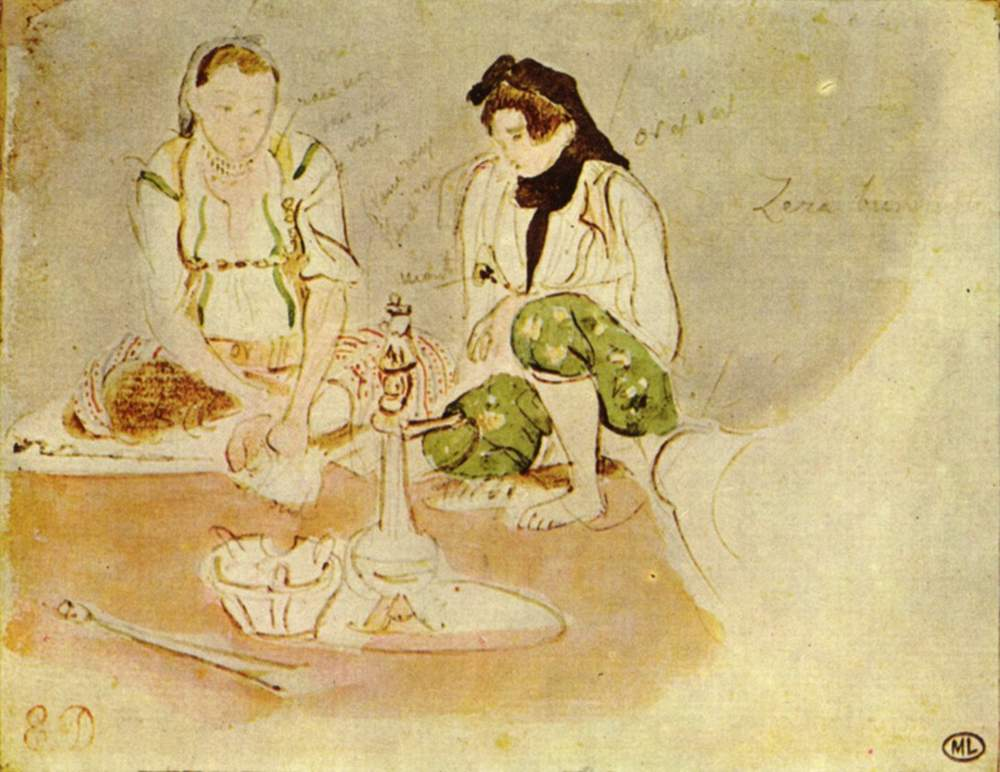
Femmes d'Alger (étude). 1832, 10 × 13 cm, Louvre (Zera ben Sultane, Beliah)

## Origines de l'œuvre

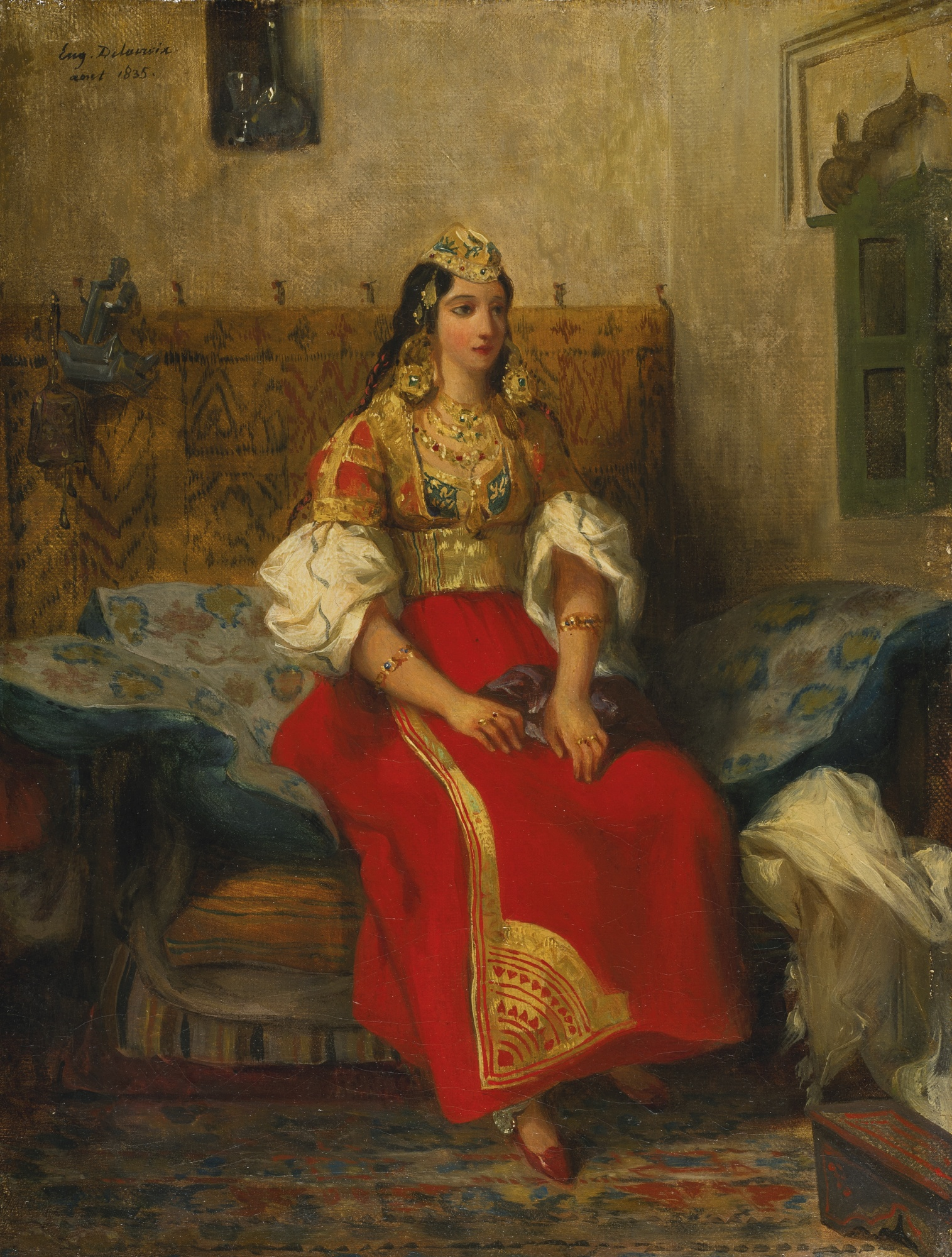
Eugène Delacroix - Juive de Tanger en costume d'apparat- 1835

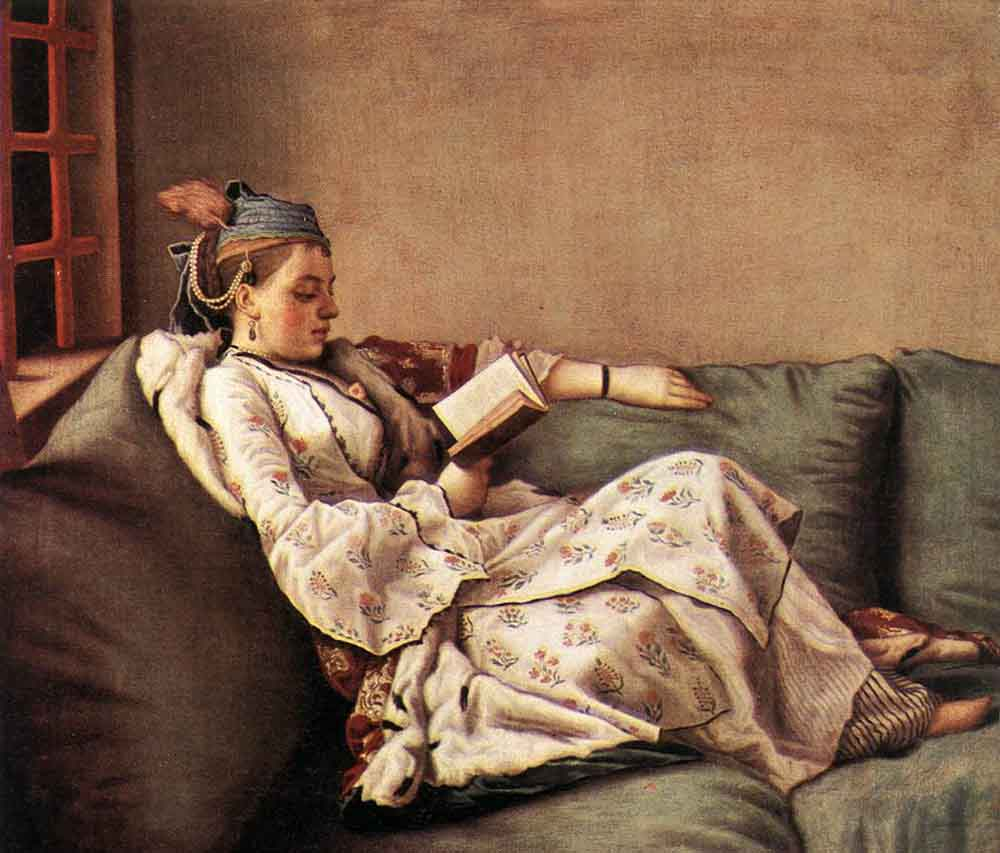
Jean-Étienne Liotard, Marie Adélaide de France vêtue à la turque (1753).

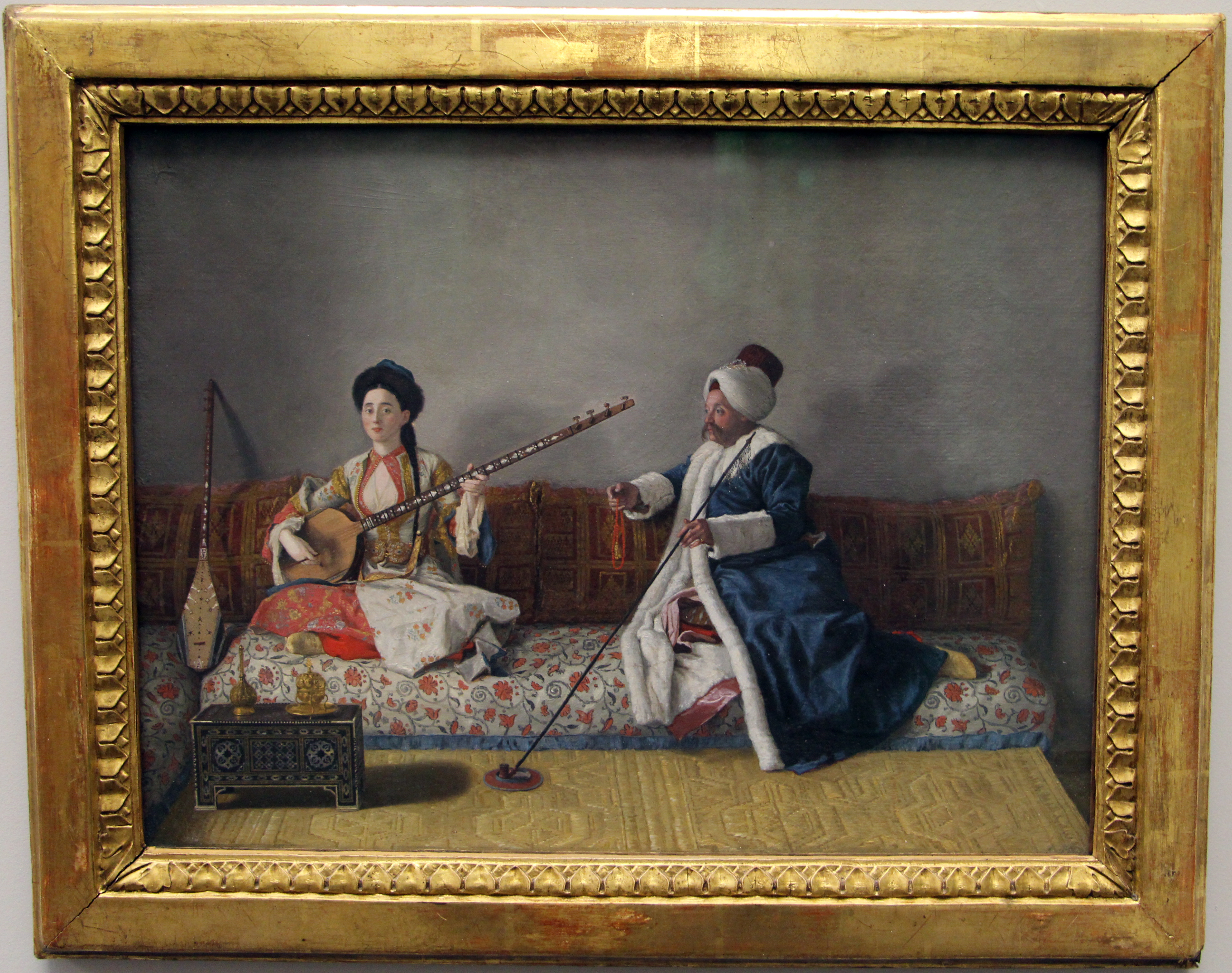
Jean-Etienne Liotard, Monsieur Levett et Mlle Glavani en costume turc (1740), musée du Louvre, Paris.

Delacroix visite le Maroc en 1832, où il reste trois mois. Le choc esthétique de ce voyage est immense. Sur le chemin du retour, il passe deux jours à Alger. Selon Charles Cournault, l'ingénieur en chef du port d'Alger, Victor Poirel, se serait arrangé avec le chaouch pour que celui-ci accepte de lui faire visiter sa maison mais Delacroix ne dit rien de tel, dans son journal. Si Delacroix s'oppose à la conquête de l'Algérie, qu'il considère comme une erreur, comme on peut le lire dans son texte de 1840 Souvenirs d'un voyage au Maroc, il précise que l'intérieur des maisons maures lui étaient interdites alors que les maisons juives lui étaient ouvertes, lui offrant « le caprice et le charme du génie mauresque », où il rencontrait des femmes « belles et jolies » habillées avec dignité, suivi d'une description précise des vêtements correspondant au tableau Les femmes d'Alger dans leur appartement.
Le 25 janvier 1832 à Tanger, le peintre tombe sous le charme de la femme et de la sœur d'Abraham Benchimol, interprète du consulat français qu'il décrit en ces termes : « Sa femme, sa fille, et en général toutes les juives sont les femmes les plus piquantes du monde et d'une beauté charmante. Sa fille, je crois, ou celle de sa sœur, avait des yeux très singuliers d'un jaune entouré d'un cercle bleuâtre et le bord des paupières teint en noir. Rien de plus piquant. Leur costume est charmant. » À la demande du consul de Hollande Jean Fraissinet, Laetetia Azencot, nièce d'Abraham Benchimol, pose pour le peintre en costume d'Algérienne le 11 février 1832 à Tanger. Par la suite, Delacroix est convié à la noce qui donnera naissance au tableau La Noce Juive au Maroc en 1839.
Le tableau Femmes d'Alger dans leur appartement est réalisé d’après des esquisses réalisées à Alger, sur lesquelles Delacroix note les noms de Mouney Ben Sultane qui a posé deux fois dans des attitudes différentes, pour la figure accoudée à gauche et pour celle qui est assise en tailleur au centre, l'autre esquisse est la figure de droite, Zera Ben Sultane. Pour Yves Sjösberg, dans Pour comprendre Delacroix, les modèles sont identifiées à des femmes d'origine turque : Zohra Touboudji, Bahya, Khadoûdja et Mouni Bensoltane. Cependant, de nombreux auteurs doutent de la réalité de cette visite à un « harem » algérien, dont le mot a été associé au tableau par le critique Philippe Burty (1830-1890) et amplement repris depuis alors que, de plus, le livre de bord du bateau La Perle indiquant les entrées et sorties de Delacroix, ne lui donne pas le temps de dessiner à terre.
Le tableau est une peinture à l'huile, peint à Paris en 1834, avec des modèles parisiennes, dont sans doute Elise Boulanger ou Eugénie Dalton vêtues des vêtements, chemises à manche, pantoufle de femmes… et parées des bijoux que le peintre a acheté, avec d'autres objets divers comme des coussins, à Tanger et Oran.
La toile Femmes d'Alger dans leur appartement semble aussi être inspirée par les « turqueries » à la mode au XVIIIe siècle, comme on peut le voir dans les œuvres de Jean-Étienne Liotard (1702-1789). Ainsi se crée l'image d'un orient rêvé — notamment celui du harem fantasmé reconstitué à Paris avec des modèles parisiens en 1833-1834.

## Accueil du tableau par les critiques d'époque
Présenté au Salon de 1834, le tableau est acheté par le gouvernement de Louis-Philippe pour le Louvre.
La toile est louée par la critique pour son sens de la couleur et la sûreté de sa touche, son calme, la sérénité de sa composition, la distribution de la lumière, son clair-obscur, avec « une certaine naïveté de pose et d'expression ». Néanmoins, la toile est critiquée pour sa laideur et son exotisme émollient d'un dessin lourd et maladroit. Dans le journal L'Artiste de la même année, il est écrit que l'épaule gauche de la femme du milieu est démesurée. Le critique Gabriel Laviron dans le Salon de 1834 considérait que la toile manquait de « sévérité dans les formes. » Pour Maxime Du Camp en 1855, si les couleurs de la toile sont belles, « les yeux n'ont pas de regard, les membres sont bouffis » et la toile est loin de la beauté et de l'invention d'une miniature persane.
Théophile Gautier, lui y voit des femmes « charmantes d'une beauté toute orientale » peintes à la manière des maîtres vénitiens.
Pour Baudelaire, la toile respire la mélancolie dans ce « poème d'intérieur, plein de repos et de silence » qui exhale quelque haut parfum de mauvaise vie. Pour le poète, les femmes de Delacroix sont maladives et d'une grande beauté intérieure qui exprime leur douleur morale.
Charles Blanc voit dans les Femmes d'Alger l'illustration de toute la théorie de la couleur de Delacroix, analysant en détail sa technique. Ces pages sont lues par Georges Seurat et inspirent Paul Signac, dans son traité D'Eugène Delacroix au néo-impressionnisme, si le peintre ne veut exprimer aucune passion, mais simplement la vie paisible et contemplative dans un intérieur somptueux, il est de fait le père du néo-impressionnisme et des théories divisionnistes de la couleur par sa pratique singulière de la couleur et de la touche juxtaposée.

## Autres versions
Delacroix reprendra le même thème, dans deux variations de petites tailles dans les années 1850.

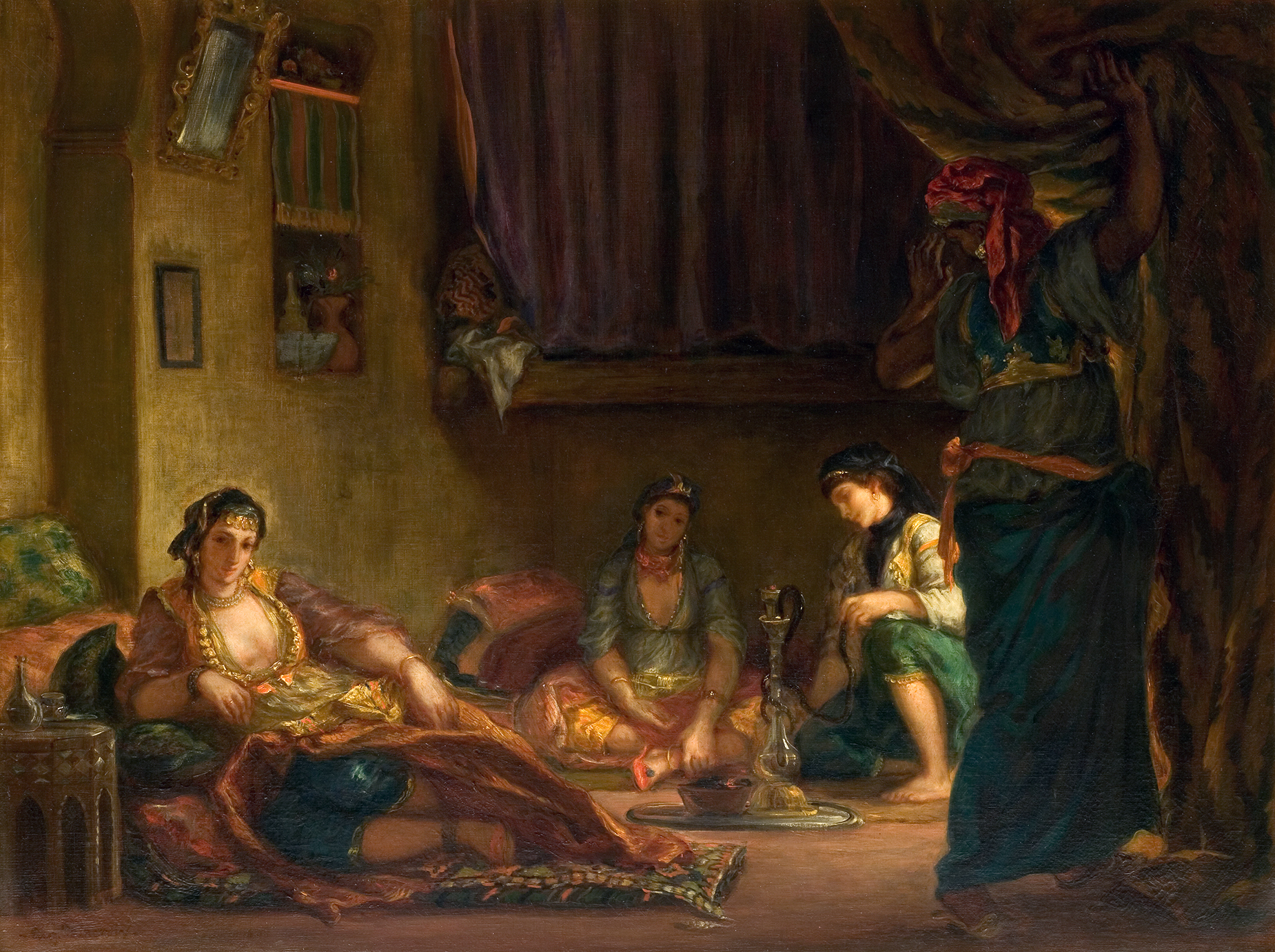
Femmes d'Alger dans leur intérieur, Delacroix 1849.

Il présente en 1849 une seconde version de ce tableau, Femmes d'Alger dans leur intérieur. La toile est plus petite, le décor plus sombre avec un angle de vue plus large. La lumière vient de la droite. Elle est exposée au musée Fabre de Montpellier.
Il existe également des études au pastel, semble-t-il, faites à Paris vers 1849 dans un clair-obscur plus marqué. Enfin, Delacroix fait poser des modèles parisiens avec ces vêtements dans une série de photographies qu'il fait réaliser par Eugène Durieu.

## Influence
À sa suite, des artistes vont délaisser le Grand Tour pour se muer en explorateurs de l'Orient mythique, suivant les missions scientifiques des universitaires orientalistes ou profitant des charges consulaires ou commerciales qui leur sont confiées. « Le voyage d’Alger devient pour les peintres aussi indispensable que le pèlerinage en Italie : ils vont apprendre le soleil, étudier la lumière, chercher des types originaux, des mœurs et des attitudes primitives et bibliques », constate Théophile Gautier. De plus, le tableau s'inscrit dans le prolongement d'une vogue d'estampes politiques qui célèbrent la prise d'Alger en représentant l'enlèvement des femmes du sultan.

## Postérité
La mode de la figure de la « femme algérienne », de « l'Odalisque » au pantalon bouffant, apparaît chez de nombreux peintres, Renoir, Matisse… Elle provoque même l'ironie du peintre Albert Marquet qui écrit à Henri Matisse : « Dans la Casbah, j'ai revu les femmes d'Alger de Delacroix, mais en beaucoup mieux comme intérieur et surtout comme gonzesses. »
Ce tableau a inspiré plus d'une quinzaine de versions faites par Picasso, parmi lesquelles : Les Femmes d'Alger (version O) (1955).
La romancière Assia Djebar offre une lecture du tableau dans la postface intitulée : « Regard interdit, son coupé » de son recueil de nouvelles éponyme.
Le tableau est au centre de la nouvelle Femmes d'Alger, filles de joie incluse dans le recueil L'Orient est rouge, de Leïla Sebbar (2017).